# 中原徹
中原 徹（なかはら とおる、1970年4月26日 - 、神奈川県横浜市出身）は、ロサンゼルス在住のハリウッド映画プロデューサー、カリフォルニア州、ニューヨーク州、日本国弁護士。大阪府立和泉高等学校長（民間人校長）、大阪府教育委員会教育長を歴任した。橋下徹の大学時代の友人。米国ミシガン大学ロースクール（The University of Michigan Law School）卒業生。

## ハリウッド映画プロデューサーとして
2020年2月に公開以降、全米で2週連続、全世界では3週連続で第1位の興行成績（約321億円）を収めたハリウッド映画「ソニック・ザ・ムービー」（原題：Sonic the Hedgehog）のプロデューサーを務めた。同映画は、ビデオゲームである「ソニック」を原作としており、ビデオゲーム原作の映画史上最高の興行成績を樹立し、日本とハリウッドが対等なパートナーで製作するという画期的な作品であると報じられた。
ロサンゼルス在住の中原は、Los Angeles Timesの取材に対し、同映画の製作に関し、「約30年前に親世代が体験したことを若い世代にも体験していただきたい」（“We wanted to create an experience that would allow for the younger generation to experience what their parents had experienced almost 30 years ago,”）と映画を通じたソニックのファン世代の拡大を語った。
2022年4月以降に全世界公開された映画「ソニック・ザ・ムービー／ソニックvs.ナックルズ」（原題：Sonic the Hedgehog 2）では再びプロデューサーを務める。同映画は、興行収入として約544億円を突破し、前作の「ソニック・ザ・ムービー」の興行成績記録を塗り替え、ビデオゲーム原作の映画の最高興行収入記録を塗り替えた（当時）。取材に対して、中原は「ストーリーやキャラクター、世界観をうまくハリウッドテイストにトランジションできれば、日本のIPにはまだまだ大きな可能性が存在する」と答えた。
2022年8月、ピクチャースタート社による「スペースチャンネル5」及び「コミックスゾーン」の映画制作に、プロデューサーとして参加すると報じられる。
2022年11月、ライオンズゲート社が、人気映画シリーズ「ジョン・ウィック」の脚本家であるデレク・コルスタッドを脚本家として、セガのビデオゲーム「ベア・ナックル」（英語名：Streets of Rage）をベースにした実写映画の制作の進行を発表した。　同映画で、プロデューサーを務める中原は、「いまハリウッドで最も勢いのある会社のひとつであるライオンズゲート、デレク、その他オールスター級のプロデューサーらと映画化を実現するのを楽しみにしている」 “Lionsgate is one of the most dynamic studios in the entertainment industry today. We look forward to working with them, Derek and our all-star producers to bring this compelling IP to life.” と述べた。
2022年12月からネットフリックスにより配信されているTVアニメーションシリーズ「Sonic Prime」では、エグゼクティブ・プロデューサーを務めている。
2023年～2024年にパラマウント＋から配信予定の実写TVシリーズ「ナックルズ」においてエグゼクティブ・プロデューサーを務める。 同TVシリーズは、パラマウント＋のオリジナルシリーズのうち、配信開始初週末において最も視聴されたTVシリーズとなった。
2024年8月21日、『ジュラシック・ワールド』の脚本デレック・コノリーが執筆し、『トップガン　マーヴェリック』の米製作会社スカイダンスが実写映画化する『エターナルズ・チャンピオンズ』においてプロデューサーを務めることが報じられる。
2024年10月9日、ユニバーサル・ピクチャーズとセガがゲーム「SHINOBI」の映画を共同開発していることを発表。中原が、プロデューサーとして、『タイラー・レイク　―命の奪還』のサム・ハーブグレイブと共に開発に参加することが報じられた。
2024年11月2日、『バイオハザード』のポール・アンダーソンが監督・脚本を、中原やジェレミー・ボルトがプロデューサーを務め、セガの人気アーケードゲーム『ハウス・オブ・ザ・デッド』が実写映画化されることが報じられた。　中原は、Deadline社のインタビューに「ポールとジェレミーはゾンビ映画のレジェンド達だ。クールなゾンビ映画をセガのトランスメディアの一作品として加えたい。（”I got to know Paul and Jeremy, they’re legends in terms of zombie movies. We want to add a cool zombie movie to the Sega transmedia basket.”）」と答えた。
2024年12月20日全米公開された『Sonic the Hedgehog 3』（放題『ソニック×シャドウ　TOKYO MISSION』）でプロデューサーを務める。同映画は、全米での12月20日の公開から週末3日間で興行収入6,200万ドル（約96.7億円）を記録し、『ライオン・キング：ムファサ』や『モアナと伝説の海２』を押さえ、首位デビューを飾った。　同映画は、全世界での興行収入が4億6,200万ドルを超え、同じビデオゲーム原作の『Warcraft』や『名探偵ピカチュウ』を超える成績を残し、シリーズ全体の全世界での興行収入が10億ドルの大台を超えた。
2025年4月23日、ユニバーサル・ピクチャーズが、『トランスフォーマー』シリーズのマイケル・ベイを監督兼プロデューサーに、シドニー・スウィーニーや中原をプロデューサーにしてセガのドライブゲーム『アウトラン』を映画化することを発表した。
2027年1月27日公開予定のアニメーション映画『アングリーバード３』では、製作総指揮（エグゼクティブ・プロデューサー）を務める。

## 経歴

### 弁護士時代
早稲田大学法学部卒業後、24歳で日本の司法試験に合格し、東京永和法律事務所に入所。2年後に東京永和法律事務所を退所し、米国ミシガン大学ロースクールに入学。
ミシガン大学卒業後、ニューヨーク州およびカリフォルニア州の弁護士資格を取りつつ、2009年まで、米国大手法律事務所（ピルズベリー・ウィンスロップ・ショー・ピットマン法律事務所）にて勤務する。ハリウッドにおける映画やスポーツ関連の仕事などを専門とした。民間人校長になるために日本に帰国した際には同法律事務所の共同経営者（パートナー）を務めていた。
在米中には、ロサンゼルスの日本人補習校「あさひ学園」の理事長もボランティアで務めていた。「国際社会で活躍できる人材を育てることで、自分を育ててくれた日本に恩返しがしたい」と民間人校長に応募することを決意した。

### 和泉高等学校長

#### 就任の経緯
2010年4月1日より、大阪府立和泉高等学校長に就任。2009年12月に中原の校長就任予定が大阪府教育委員会から公表され、全国最年少校長（当時）の誕生と報道された。
民間人校長選考の過程で、中原が橋下徹大阪府知事（当時）の早稲田大学時代の同級生であり、応募前に知事の特別秘書が大阪府教育委員会に「知事の友人が受験するかもしれない」と伝えていたことが報道された。
中原は、朝日新聞の取材に応じ、「今すぐ辞めると言うつもりはないが、問題ないかきちんと検証してほしい。おかしいとなったら、私の採用は取り消すべきだ」と語った。

#### 国歌斉唱時のチェック（和泉高等学校長時代）
2012年3月の卒業式で、公立学校教職員が国歌斉唱の際に起立斉唱しているかを確認する「口元チェック」を行った。大阪府教育委員会からは国歌斉唱時に起立斉唱を求める職務命令が出ていた。
橋下徹市長は「素晴らしいマネジメント」だとして中原を評価した。

### 大阪府教育長
2013年4月1日、大阪府教育長に就任。全国の都道府県の教育長としては最年少の教育長となる。

#### 松井知事との訪米
2013年6月10日、松井一郎知事と中原は、米国視察のため、サンフランシスコに出発した。橋下徹大阪市長の従軍慰安婦に関する発言への現地での批判に対し、松井知事は「誤解を解きたい」とカリフォルニア州のブラウン知事との会談において、微妙な言い回しに配慮する必要が生じれば米国での弁護士経験のある中原に協力を求める考えだった 。実際の訪問では話題に上らず、松井知事は「カリフォルニア州とは来年、友好交流提携して20年。もっと絆を太くしていきたい」と語り、中原もカリフォルニア州との交換留学の拡大をブラウン知事らと話した。

#### 国歌斉唱時のチェック（教育長時代）
2013年9月4日付の通知で、国歌斉唱時に口の動きをチェックする規定を設けた。この規定は2014年3月に削除された。

#### 校内人事問題
大阪府立高校138校のうち約6割で校内人事の原案を教員が作成する「校内委員会」を設置し、一部の役職の決定に向け選挙を行っていた問題で、2014年4月、中原は「校内人事などの内規を合法性、適切性の観点から全府立校長に確認してもらう。時代遅れのものは変えないといけない」と述べ、実態調査をする意向を示した。下村博文文部科学大臣も、校内人事が教員間の選挙で決められている実態を問題視し「法を無視した運営だ」として全国実態調査に乗り出すことを決定した。
大阪府教委は、校内人事を決める選挙を行わないよう各校に通知。中原は「人事は組織をつくる上での根幹。身内で選挙行為があるのはおかしい」と改善の理由を述べた。
校内人事問題をめぐり、松井一郎大阪府知事は、府教委の隂山英男教育委員長と小河勝教育委員について「橋下知事時代に両氏は（校内人事については）『何ら問題なし』と言ってきたが、実際は大問題だった」と不快感をあらわにし「おかしなったら、教育を受けた子供たちに『悪かった』と謝らなければならない」「責任を取るのは当然だ」と述べた。

#### 教育長辞職の経緯
2015年3月11日、部下へのパワー・ハラスメント問題で辞職表明
2015年3月12日、任命者である松井一郎大阪府知事が辞職を承認、正式に退職

##### 教育委員と職員へのパワハラ
中原による教育委員へのパワーハラスメントがあったとして、大阪府教育委員会は弁護士による第三者委員会を設けた。府教委は2015年2月20日、第三者委員会の報告書を公表した。中原は、立川さおり教育委員と教育委員会事務局の職員4人（うち1名は既に退職）に対し、パワハラに当たる発言を行ったと認定された。中原は立川に対し「誰のおかげで教育委員でいられるのか。罷免要求出します」と発言、職員に対しては「精神構造の鑑定を受けないといけない」「邪魔になっているので仕事を外れて」などと発言した。これにより退職せざるを得なくなった職員も出た。中原は取材に対し「職員らへの発言は曲解され、納得できない部分もある」と述べる一方、「議論が泥沼化するのは好ましくない」として事実関係は争わない意向を示し、「教育改革を続けたい」と続投に意欲をみせた。

##### 続投への批判と辞職
3月9日、大阪府議会の野党会派は、「セクハラ教職員の懲戒処分なら停職」「パワハラが複数行われている」として、中原への辞職勧告決議案を共同提出した。3月10日、大阪府内41市町村の教育委員会（大阪市と堺市以外の全て）から、毅然とした対応を求める要望書が府教委に提出された。3月11日、中原は府教委に辞職の意向を伝え、同日夕方に了承された。3月12日、任命権者の松井一郎大阪府知事が同意し、中原は同日正式に辞職した。松井知事は「教育改革が実現するはずだった」として自身の任命責任を否定。橋下徹大阪市長は「中原氏の言い分を一切採用しておらず（調査は）でたらめだ」として、「辞める必要はない」と述べた。

##### 辞職会見
3月11日の辞職会見で、中原は第三者委員会の報告書について「それぞれの案件でお互いに証人になっている。かつ１人、ほぼすべての案件で証人になっている人がいる」「通常は証人尋問、反対尋問の中で（問いただす）機会があるが、今回の第三者委員会では、そういう機会がなかった。私としては真実が反映されていない」として証言の信憑性を疑問視しつつも、「現場に迷惑をかけている」と考え辞職に至ったと述べた。大阪府民に対しては「教育改革が道半ばで終わり申し訳ない」と謝罪した。

### セガサミーホールディングス役員に
2015年5月1日、セガサミーホールディングス株式会社の役員に就任、2023年7月1日より株式会社セガの役員に。

## 教育に対する姿勢

### 英語教育改革

#### 校長として
「東大を卒業した人間でも、留学経験がなければ英語で道を尋ねられても困ってしまう。そんな英語教育では意味がない」と英語教育改革に力を入れている。
校長就任後、「コミュニケーション英語講座」という授業を受け持ち、平日の1限目の前や土曜日など通常授業の時間外に英語を教えた。
また、「使えない英語教育はもうやめにして、若者を海外に出すべきだ」と2011年から既存の英語クラスを変えて、TOEFL対策授業「英語超人」クラスを新設した。2012年、TOEFLの指導方法などで情報交換する「アライアンス」を新潟、神奈川県、大阪府の公立高校らで行った。
高校1年生の現代社会の授業でも教壇に立ち、法律の授業を行った。

#### 教育長として
「今、日本人が思っている最低限の英語力は、世界から見ると低すぎる」との持論を持つ中原は、教育長就任後も、英語教育に力を入れた。大阪府において、小学校１年生からフォニックスという文字と音声を連動させた英語指導法を大阪府全域の小学校に広めようと、パイロット校でフォニックス指導を実施した。
高校入試において、平成29年度入試から、最も難易度の高い英語のテストを「読む」「聞く」「書く」の３技能をほぼ均等に求める大胆な入試改革を行うことが決定され、中原は「入試が変わらなければ学校が変わらない。入試は生徒に一番分かりやすいメッセージだ」と述べた。これらの英語入試改革に対し、京都大学松本総長や楽天三木谷社長らの有識者が激励メッセージを送った。また「読む・書く・聞く・話す」という英語の４技能をはかる検定試験である、TOEFL、英検、IELTSのスコアを独自の基準で換算し、入試の英語の得点と比べて高い方を採用することを決めた。
大阪府立高校のトップ１７校に対し、極めて英語力の高い人材を集め、Super English Teacherと名付け、年収約800万円を支払って各校に配置し、TOEFL iBT指導を授業に導入した。Super English Teacher制度の導入にあたり、英国ケンブリッジ大学のマイケル・ロブソン名誉教授が「英語教育の確固たる基礎を築く取組になる」とのメッセージを送った。中原は「海外大学と日本の難関大学の双方に進学できるチケットを生徒に与えたい」（“As educators, we have to give our students two tickets: one to get them to international universities outside of Japan and the other for domestic universities. I want to give them a choice. And to become prospective leaders, we have to educate them so that they can clear a base TOEFL score of 80, or 100 for top-notch universities”）と語った。
日本の英語教育につき「公平性とか平等性とかいろいろ言われるが、誰かが国際競争で戦わないといけない。国際的なリーダーになるためには最低限の英語力がいる。そういうリーダーを育てないと、日本は終わる」と取材に対して答えた。

### エンパワメント・スクール
箕面東高校、西成高校、長吉高校の３校を「エンパワメント・スクール」と名付けた。同校では、高１で中学までの内容を習熟度別で復習し、高２から高校の履修科目を始め、学習を習慣づけるために国数英の授業を毎朝各30分間行う。また、独自教材を使う「エンパワメントタイム」では、正解が一つではない課題に取り組み、社会人に必要な基礎力を養う。中原は「『勉強が分からない』と自分を諦めたくない生徒にぜひ来てもらいたい。大逆転を可能にしてくれると思われる学校をつくりたい」と語った。

### 日中交流
2015年2月4日、日中の子どもたちの交流を深めるため、大阪府教育委員会は中国駐大阪総領事館と協定を結んだ。中原が総領事館へあいさつに行った際に、連携強化で合意した。協定では、府立高校などが中国の交流校を探す場合に両者が橋渡し役を担うほか、日本の大学で学ぶ中国人留学生が府内の小中高校などと交流できるよう、後押しすることも盛り込まれた。中原は、「友好的な日中関係を築くには、若い世代の交流が特に重要。誤解や偏見なく交流できる機会を増やしたい」と語った。

### 平和・国防教育
「平和と国防を考える」という特別授業を実施。
被爆者の証言ビデオを見て「平和」を考察する授業と、自衛隊の訓練を見学して「国防」を考える授業から成る二部構成の特別授業。中原自身も弁護士として日本国憲法第9条の諸説を解説するなど、「相反するとも表裏一体ともされる二つの事柄について『一つの正解』に誘導せず、情報という選択肢を増やし、生徒に考えてもらう」との狙いで中原は企画を実施した。
「信条や思想をおもんばかるあまり、日本の教育は、生徒たちへの情報提供を避けていたように思う。すぐに答えが出なくてもいいんです。高校生ならば自ら考え、あふれんばかりの情報から取捨選択する力を身につけて欲しい」と中原は取材に対して答えた。

### 教育委員会改革
「教育再生・東京円卓会議」(2012年4月11日)に石原慎太郎都知事や猪瀬直樹副知事（いずれも当時）らとともに出席。教育委員会制度の見直しを主張した。

## エピソード

### 大阪府知事選
2011年11月27日に行われた大阪府知事選挙の知事候補者として中原が浮上したと産経新聞が報道する。中原は、時事通信発行の情報誌で、維新の教育基本条例案などについて「教職員だけが教育目標を定めていては方向を見誤る。選挙を通じた民意の反映が不可欠」と支持するコラムを執筆したと報道される。
この報道に対し、中原も橋下徹大阪府知事（当時）も出馬を否定した。